# Arbanitis
Arbanitis là một chi nhện trong họ Idiopidae.